# Månsas distrikt

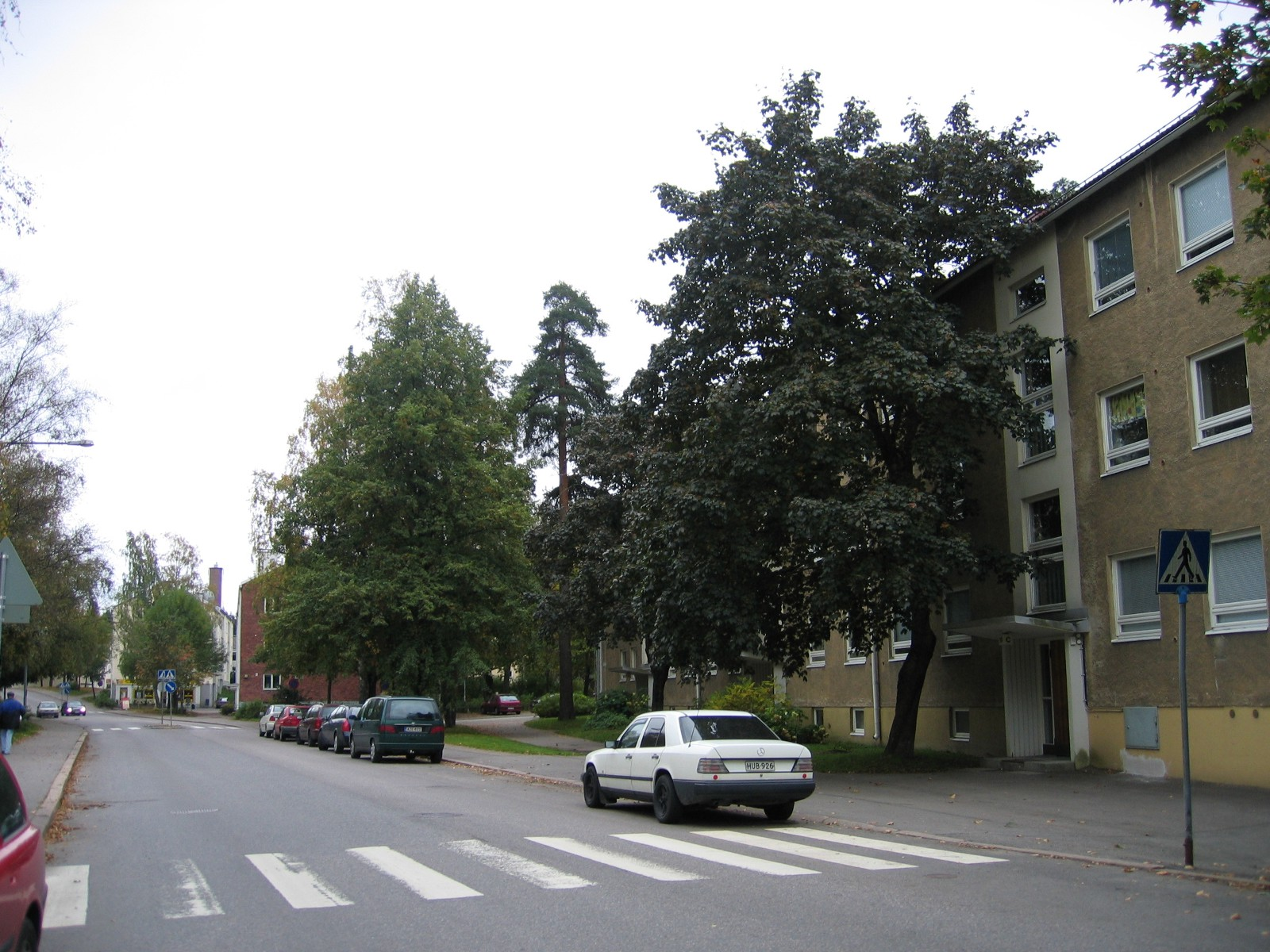
Månsas

Månsas (fi. Maunula) är ett distrikt i Helsingfors stad. Stadsdelar inom distriktet är Britas, Månsas, Krämertsskog och Månsasparken. (Bakom dessa länkar finns mera detaljerad information). I Månsas finns en svenskspråkig lågstadieskola.